# 林生杧果
林生杧果（学名：Mangifera sylvatica）是漆树科杧果属的植物。分布、孟加拉、缅甸、泰国、印度、及印度锡金、柬埔寨、尼泊尔以及中国大陆的云南等地，生长于海拔620米至1,900米的地区，常生于山坡和沟谷林中，目前尚未由人工引种栽培。